# خرلوگین چویبالسان
خُرلوگین چویبالسان (مغولی: Хорлоогийн Чойбалсан؛ ۸ فوریه ۱۸۹۵–۲۶ ژانویه ۱۹۵۲) رهبر کمونیست جمهوری خلق مغولستان و مارشال (فرمانده کل) نیروهای مسلح مغولستان از دهه ۱۹۳۰ تا زمان مرگش بود. این اولین و آخرین بار در تاریخ مدرن مغولستان بود که یک فرد به تنهایی قدرت سیاسی کامل را جمع‌آوری کرد. چویبالسان که اغلب به عنوان «استالین مغولستان» شناخته می‌شود، بر پاکسازی‌های خشونت‌آمیز به دستور شوروی در اواخر دهه ۱۹۳۰ نظارت داشت که منجر به کشته شدن ۳۰۰۰۰ تا ۳۵۰۰۰ مغولی شد. بیشتر قربانیان روحانیون بودایی، روشنفکران، ناراضیان سیاسی، قومیان بوریات و قزاق و دیگر «دشمنان انقلاب» بودند. آزار و شکنجه شدید او علیه بوداییان مغولستان باعث انقراض تقریباً کامل آنها در این کشور شد. اگرچه وفاداری چویبالسان به ژوزف استالین به حفظ استقلال نوپای کشورش در سال‌های اولیه جمهوری خلق مغولستان (MPR) کمک کرد، اما مغولستان را نیز از نزدیک به اتحاد جماهیر شوروی متصل کرد. در طول حکومت او، روابط اقتصادی، سیاسی و نظامی مغولستان با اتحاد جماهیر شوروی عمیق‌تر شد، زیرساخت‌ها و نرخ باسوادی بهبود یافت و به رسمیت شناختن استقلال مغولستان به ویژه پس از جنگ جهانی دوم گسترش یافت.

## اوایل زندگی
چویبالسان در ۸ فوریه ۱۸۹۵ در آچیت بیسیین، نزدیک چویبالسان کنونی، استان دورنود به دنیا آمد. او کوچک‌ترین فرزند از چهار فرزند گله‌دار مجرد فقیر به نام خورلو بود. پدرش احتمالاً یک مغول داگور از مغولستان داخلی به نام جامسو بود، اما چویبالسان ادعا کرد که از هویت او بی اطلاع است. او که در بدو تولد دوگار نام داشت، در ۱۳ سالگی پس از ورود به صومعه بودایی محلی سن بیسین خوری، نام مذهبی چویبالسان را به خود گرفت و در آنجا آموزش دید تا یک راهب لامائیست باشد. پنج سال بعد او با یک تازه‌کار دیگر به نام خوری (همچنین به عنوان اورگا شناخته می‌شود) به اولان باتور امروزی فرار کرد و در آنجا کارهای عجیب و غریب انجام داد. تا حدی که برای جلوگیری از بازگرداندن او به صومعه، یک معلم دلسوز بوریات به نام نیکولای دانچینوف از او خواست تا در مدرسه مترجمان روسی-مغولی کنسولگری روسیه ثبت نام کند. یک سال بعد او با هزینه عمومی برای تحصیل در یک سالن ورزشی در ایرکوتسک، روسیه از ۱۹۱۴–۱۹۱۷ فرستاده شد.

## انقلاب ۱۹۲۱ مغولستان

#### تشکیل حزب خلق مغولستان
پس از انقلاب اکتبر ۱۹۱۷ روسیه، دولت بوگد خان، چویبالسان و دیگر دانشجویان مغولی در روسیه را به خوره فراخواند. چویبالسان که در معرض بلشویسم بود در حالی که در میان جمعیت دانشجویی رادیکال شده ایرکوتسک زندگی می‌کرد، به گروه انقلابی کنسولی هیل یا کنسولین دنژ (Консулын дэнж) که به شدت تحت تأثیر فلسفه بلشویستی قرار گرفت و برای مقاومت در برابر اشغال چینی‌ها از مغولستان بیرونی که پس از ۱۹۱۹ تأسیس شد پیوست. این گروه همچنین شامل دامبین چاگدارجاو و دریزاوین لوسول بود. داگسومین بودو، رهبر این گروه، معلم سابق و مربی چویبالسان در مدرسه روسی-مغولی برای مترجمان بود. چویبالسان با زبان روسی مفید خود به عنوان مترجم گروه با مخاطبین در کنسولگری روسیه خدمت می‌کرد. این تماس‌ها بعداً کنسولین دنژ را تشویق کرد تا با گروه مقاومت ملی‌گرایانه‌تر «Züün Khüree» (خوریه شرقی) بپیوندد که سولین دانزان، دانسرابیلگیین دوگسوم و دامدین سوخباتور را از جمله اعضای آن می‌شمرد. در ۲۵ ژوئن ۱۹۲۰، نهاد جدید نام حزب مردم مغولستان (MPP) را برگزید. در سال ۱۹۲۴ این حزب پس از مرگ بوگد خان و اعلام رسمی جمهوری خلق مغولستان (MPR) نام خود را به حزب انقلابی خلق مغولستان یا MPRP تغییر داد.

#### تماس با شوروی و اولین کنگره MPP
در اواخر ژوئن ۱۹۲۰، چویبالسان و دانزان عازم ایرکوتسک شدند (بعداً لوسول، چاگدارجاو، دوگسوم، ال. دندف، و سوخباتور - معروف "هفت اول") به آنها پیوستند تا با شوروی ارتباط برقرار کنند و در مبارزه آنها برای کمک به آنها کمک کنند. استقلال. چویبالسان و سوخباتور برای چند ماه با هم در ایرکوتسک ماندند و آگاهی را در مورد مصیبت مغولستان افزایش دادند و آموزش نظامی دریافت کردند. در این دوره سوخباتور به تدریج به مربی دوم چویبالسان تبدیل شد. در حالی که گروه هفت نفره به تلاش‌های لابی‌گری خود در روسیه شوروی ادامه می‌داد، نیروهای تحت فرماندهی رومان فون اونگرن-اشترنبرگ، فرمانده روسی ضد بلشویک، از شرق به مغولستان حمله کردند و در اکتبر ۱۹۲۰ پادگان‌های چینی اشغالگر را از خوره بیرون کردند. چینی‌ها در مغولستان، شوروی سرانجام از انقلابیون مغولستان حمایت کرد. چویبالسان و سوخباتور برای هماهنگ‌کردن فعالیت‌های انقلابی و استخدام مبارزان مغولی به ترویتسکوساوسک (کیاختای امروزی در مرز روسیه و مغولستان) نقل مکان کردند. چویبالسان مخفیانه تا Khüree رفت تا با حامیان MPP، مبارزان و اعضای روح خانواده Sükhbaatar به ترویتسکوساوسک مشورت کند. در یک کنفرانس MPP که توسط شوروی سازماندهی شده بود، مخفیانه در ترویتسکوساوسک از ۱ تا ۳ مارس ۱۹۲۱ (که متعاقباً به عنوان اولین کنگره حزب انقلابی خلق مغولستان شناخته شد) برگزار شد، چویبالسان به عضویت دولت موقت انقلابی انتخاب شد. او همچنین به عنوان کمیسر سیاسی (معاون رئیس و رئیس تبلیغات) ارتش مغول «Ardyn Huv’sgalt Tsereg» (مغولی: Монгол Ардын Хувьсгалт Цэрэг) یا ارتش خلق مغولستان به فرماندهی سوخباتور منصوب شد.

#### شکستاونگرن-اشترنبرگ
در عرض چند روز، ارتش پارتیزان مغولستان سوخباتور (که اکنون تعداد آنها به ۴۰۰ نفر می‌رسد) پادگان چینی بزرگتر اما بی روحیه را که به کیاختا مایمائیچنگ (آلتانبولاگ امروزی) فرار کرده بود، شکست داد. نیروهای مشترک مغول و ارتش سرخ مستقیماً در یک سری از نبردها در نزدیکی «ترویتسکوساوسک» از اواخر ماه مه تا اواسط ژوئن با نیروهای اونگرن مقابله کردند. چویبالسان فرماندهی یک گروه مغولستانی مستقر در تاریات، در استان آرخانگای امروزی را برعهده گرفت و همراه با نیروهای روسی به فرماندهی پتر افیموویچ شچتینکین، در حمایت از پیشروی اصلی روسیه و مغولستان در غرب مغولستان با اقدامات گارد راست در غرب مغولستان جنگیدند. استان‌های سلنگ و تووا امروزی. پس از درگیری‌های کوچک با واحدهای گارد باقی‌مانده اونگرن، نیروهای مشترک روسیه و مغول بدون هیچ چالشی در ۶ ژوئیه ۱۹۲۱ وارد خوریه شدند. چویبالسان بقایای ارتش آنگرن را تعقیب کرد و احتمالاً در دستگیری آنگرن توسط شچتینکین در ۲۲ اوت ۱۹۲ آماده بود.

## به قدرت رسیدن
پس از انقلاب، چویبالسان معاون رئیس ارتش خلق مغولستان باقی ماند و همچنین به عنوان رئیس اتحادیه جوانان انقلابی مغولستان (MRYL) انتخاب شد. با وجود اعتبار خود به عنوان یکی از اعضای مؤسس MPP، او در طول دهه ۱۹۲۰ نتوانست فراتر از پست‌های دولتی ردیف دوم پیشرفت کند. مشروب خواری زیاد، شهوت و خلق و خوی خشونت‌آمیز او را از رهبران حزب دور کرد و در اوایل دهه ۱۹۳۰ به‌طور موقت از سمت وزیر امور خارجه به سمت مدیر ساده موزه تنزل یافت. در حالی که او اغلب به سمت جناح چپ حزب گرایش پیدا می‌کرد، مظنون به راست‌گرا بودن او بود که در گزارش‌های شوروی و مغولی در آن دوره کمی از او نام برده شده‌است. خود چویبالسان بسیاری از سخنان خود از این دوره را در مجموعه آثار خود نیاورده است که نشان می‌دهد نقش وی در این دوره برجسته نبوده‌است. در اواخر دهه ۱۹۲۰ و اوایل دهه ۱۹۳۰ اعضای دستگاه امنیتی شوروی مانند کمیسر دفاع شوروی، کلیمنت وروشیلوف، به سودمندی سیاسی چویبالسان توجه کردند که آینده شغلی او شروع به بهبود کرد.

#### پاکسازی بودو

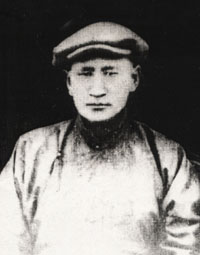
دوگسومین بودو

در اواخر سال ۱۹۲۱، سربازان پیاده چویبالسان، کمپین مدرنیزاسیون نخست‌وزیر بودو را برای بریدن اجباری زیور آلات «فئودالی» از لباس مغولی (آستین‌های بزرگ، جواهرات زنانه، موهای بلند و غیره) انجام دادند. واکنش خشمگین عمومی منجر به پاکسازی بودو و در نهایت اعدام او در اوت ۱۹۲۲ شد، در حالی که چویبالسان هم از عضویت کامل حزب و هم از سمت معاونت فرماندهی ارتش مغولستان محروم شد. فقط مداخله سوخباتور او را از سرنوشت بودو نجات داد. چویبالسان پس از مرگ سوخباتور در سال ۱۹۲۳ به آکادمی نظامی روسیه مسکو فرستاده شد و زمانی که یک سال بعد به اولان‌باتور بازگشت به او سمت سابق مربی قدیمی‌اش به عنوان فرمانده کل نیروهای انقلابی خلق پیشنهاد شد. او همچنین از سال ۱۹۲۴ تا ۱۹۲۸ به عنوان عضو هیئت رئیسه ایالت خورال بزرگ و عضو کمیته مرکزی MPRP بود.

#### اپورتونیسم راست۱۹۲۵–۱۹۲۸
در کنگره سوم حزب در سال ۱۹۲۴، چویبالسان در کنار رهبر چپ رینچینگین البگدورج قرار گرفت، زیرا جناح‌های چپ و راست MPRP خواستار دستگیری و اعدام رهبر حزب میانه رو دانزان شدند که متهم به حمایت از منافع بورژوازی و تجارت با شرکت‌های چینی بود. پس از مرگ دانزان، نفوذ سیاسی چویبالسان و رینچینو کاهش یافت زیرا جناح راست حزب به رهبری تسرن-اوچیرین دامبادورج کنترل را به دست گرفت و طی دوره‌ای که بعداً از آن به عنوان «اپورتونیسم راست» (۱۹۲۵–۱۹۲۸) یاد شد، راست‌گرایان را ترویج کرد. سیاست‌های منعکس کننده سیاست اقتصادی جدید لنین در اتحاد جماهیر شوروی.

#### دوره چپ ۱۹۲۸–۱۹۳۲
ظهور ژوزف استالین و پایان دادن به سیاست اقتصادی جدید لنین بر تحولات سیاسی در MPR تأثیر گذاشت و کنگره هفتم حزب MPRP در سال ۱۹۲۸ «دوره چپ‌گرا» را آغاز کرد. مشاوران شوروی ترتیبی دادند که چویبالسان به عنوان رئیس لیتل هورال (یعنی رئیس دولت عنوانی) شروع به کار کند زیرا در سالهای ۱۹۲۹ و ۱۹۳۰ از اجرای سیاستهای چپگرای تحت حمایت شوروی مبنی بر جمع‌آوری سریعتر زمین حمایت کرد، (مصادره املاک. سلب مالکیت و آزار و اذیت کلیسای بودایی). در کنگره هشت حزب در سال ۱۹۳۰، چویبالسان به تشدید اصلاحات سوسیالیستی چپ کمک کرد، زمانی که مجدداً توسط عوامل شوروی تشویق شد، احکامی را که شخصاً تدوین شده بود ارائه کرد که مصادره املاک و اقدامات جمع‌آوری اجباری را تشدید کرد. انتصاب او در سال ۱۹۳۱ به عنوان وزیر دام و کشاورزی (مقام او تا سال ۱۹۳۵) به او اختیارات بیشتری برای اجرای سیاست‌ها داد. دامداران سنتی به زور از استپ خارج شدند و وارد مزارع جمعی بد مدیریت شدند و یک سوم دام‌های مغولی را از بین بردند. بیش از ۸۰۰ اموال متعلق به اشراف و کلیسای بودایی مصادره شد و بیش از ۷۰۰ سرپرست خانوار عمدتاً اشراف اعدام شدند. اقدامات تهاجمی دولت در نهایت منجر به قیام‌های مسلحانه وحشیانه در استان‌های خووسگل، آرخانگای، اوورخانگای و زاوخان در سال ۱۹۳۲ شد. مسکو در واکنش، دستور توقف موقت تلاش‌های تمرکز اقتصادی را صادر کرد. هنگامی که در پلنوم فوق‌العاده کمیته مرکزی MPRP در ژوئن ۱۹۳۲ معرفی شد، عوامل کمینترن بر روی چویبالسان حساب می‌کردند که مدافعی قوی برای سیاست چرخش جدید آن برای تصحیح "افراط" "انحراف چپ" است. با این که اولین کسی بود که دوره چپ را نقد کرد و اصلاحات را پیشنهاد کرد، اما اینها صرفاً ساختگی برای ایجاد کیش شخصیتی چویبالسان بود.
ماجرای لخومبه

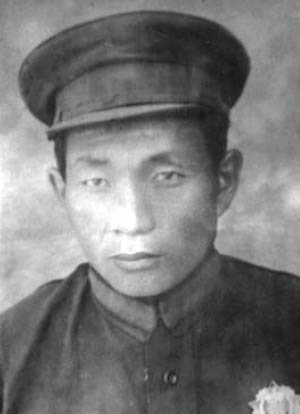
جامبین لخومبه

در تابستان ۱۹۳۴، نام چویبالسان در جریان بازجویی از اعضای حزب که به عنوان بخشی از «امور لخومبه» دستگیر شده بودند، ظاهر شد، یک توطئه ساخته شده که در آن، جامبین لخومبه، دبیرکل MPRP و سایر عناصر MPRP، به ویژه بوریات-مغول‌ها، به دروغ متهم به توطئه با جاسوسان ژاپنی و متهاجمان ژاپنی به منچوری همسایه شرقی مغولستان در سال ۱۹۳۱ نگرانی‌هایی را در اولان‌باتور و مسکو از گسترش احتمالی نظامی ژاپن به مغولستان و خاور دور شوروی ایجاد کرده بود. بیش از ۱۵۰۰ نفر در این پاکسازی نقش داشتند و ۵۶ نفر اعدام شدند. چویبالسان به مسکو فراخوانده شد و در آنجا دستگیر شد و در مورد احتمال دخالتش بازجویی شد. با این حال، در عرض چند روز، او با NKVD در بازجویی و شکنجه هموطنان مغولستان همکاری کرد. استالین که از وفاداری او از خود راضی بود، به پلژیدین جندن، نخست‌وزیر مغولستان دستور داد تا چویبالسان را به عنوان معاون نخست‌وزیر منصوب کند. جندن به شدت مخالفت کرد، اما فایده ای نداشت. با تیره شدن روابط بین جندن و استالین، نفوذ چویبالسان بر مسکو افزایش یافت. در سال ۱۹۳۵، استالین به عنوان نشانه ای عمومی از لطف خود، به چویبالسان ۲۰ اتوموبیل GAS هدیه داد که او برای افزایش اعتبار خود، آنها را بین زمامداران قدرتمند مغول توزیع کرد.

## وحشت بزرگ

#### پاکسازی جندن
در سال ۱۹۳۶ چویبالسان و گلگدورجین دمید به عنوان مارشال نیروهای مسلح منصوب شدند، در حالی که چویبالسان همچنین رئیس وزارت امور داخله که ۲۶ درصد از کارکنان آن را مأموران NKVD تشکیل می‌دادند. پس از آن چویبالسان، طبق دستور مسکو، جندن را در مارس ۱۹۳۶ به دلیل خرابکاری در روابط مغولستان و شوروی با رد درخواست استالین مبنی بر حذف روحانیون بودایی کشور، پاکسازی کرد. جندن از دفتر نخست‌وزیری و وزیر خارجه خود برکنار شد، دستگیر شد و به مسکو فرستاده شد و یک سال بعد در آنجا اعدام شد. آناندین آمار به جای او نخست‌وزیر شد. در طول سه سال بعد، مربیان شوروی در وزارت امور داخلی، چویبالسان را در برنامه‌ریزی و اجرای «ترور بزرگ» راهنمایی کردند. چویبالسان که احتمالاً توسط یک مقام شوروی به نام چوپیاک توصیه شده بود، قوانین کمیته امور داخلی را در ماه مه ۱۹۳۶ اصلاح کرد تا بازداشت سیاستمداران عالی‌رتبه بدون مشورت با مافوق سیاسی تسهیل شود. بلافاصله پس از آن، ۲۳ لاماهای عالی‌رتبه به دلیل شرکت در یک «مرکز ضد انقلابی» دستگیر شدند. پس از یک محاکمه یک ساله، آنها در اوایل اکتبر ۱۹۳۷ در ملاء عام اعدام شدند. هنگامی که دادستان کل مغولستان به پیگرد قانونی لاماها اعتراض کرد، او نیز دستگیر شد و سپس تیرباران شد.

#### مرگ مارشال دمید

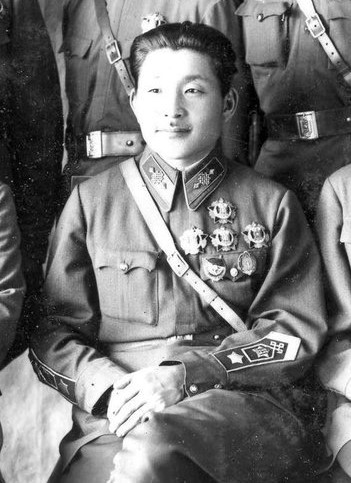
گلگدورجین دمید

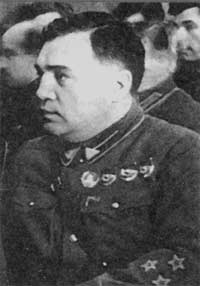
میخائیل فرینوفسکی

در آگوست ۱۹۳۷، مارشال دمید ۳۶ ساله، که چویبالسان همیشه از محبوبیت او رنجیده بود، در شرایط مشکوکی درگذشت که منجر به ارتقای چویبالسان به سمت فرماندهی کل ارتش مغولستان و وزیر دفاع شد. روز بعد، چویبالسان، به عنوان وزیر کشور، دستور ۳۶۶ را صادر کرد که در آن اعلام شد که بسیاری در مغولستان «تحت نفوذ جاسوسان و تحریک کنندگان ژاپنی قرار گرفته‌اند.» در همان ماه استالین که از تحرکات نظامی ژاپن در منچوری نگران شده بود دستور استقرار ۳۰۰۰۰ سرباز ارتش سرخ در مغولستان را صادر کرد و یک هیئت بزرگ شوروی را به رهبری میخائیل فرینوفسکی، معاون کمیسر NKVD شوروی به اولان باتور اعزام کرد. فرینوفسکی متهم به به راه انداختن پاکسازی‌های خشونت‌آمیز بود که به‌طور مؤثری در اتحاد جماهیر شوروی تحت رهبری نیکلای یژوف، رئیس NKVD انجام داده بود. فرینوفسکی با کار از طریق مشاوران شوروی که قبلاً در وزارت کشور تعبیه شده بودند و با چویبالسان مایل به ارائه پوشش نمادین، چارچوب پاکسازی را از پشت صحنه ساخت. تهیه لیست دستگیری و ایجاد یک تروئیکا به سبک NKVD (به ریاست چویبالسان) برای محاکمه مظنونان.

#### ۱۰ سپتامبر ۱۹۳۷
دستگیری ۶۵ نفر از مقامات عالی‌رتبه دولتی و روشنفکران در شب ۱۰ سپتامبر ۱۹۳۷ نشان از آغاز پاکسازی‌های جدی داشت. همه به جاسوسی برای ژاپن به عنوان بخشی از توطئه جندن-دمید متهم شدند و بیشتر آنها زیر شکنجه شدید اعتراف کردند. اولین دادگاه نمایشی از ۱۸ تا ۲۰ اکتبر ۱۹۳۷ در تئاتر مرکزی برگزار شد. ۱۳ نفر از ۱۴ متهم به اعدام محکوم شدند. تروئیکای چویبالسان در یک تشنج خشونت که نزدیک به ۱۸ ماه به طول انجامید، اعدام بیش از ۱۷۰۰۰ لاما ضدانقلاب را تأیید و اجرا کرد. راهبانی که اعدام نشدند به زور قاجار شدند و ۷۴۶ صومعه کشور منحل شدند. هزاران نفر از روشنفکران، مقامات سیاسی و دولتی مخالف دیگر که «دشمنان انقلاب» نامیده شدند، و همچنین قومی بوریات و قزاق نیز دستگیر و کشته شدند. ۲۵ نفر از مقامات ارشد حزب و دولت، ۱۸۷ نفر از رهبری نظامی، ۳۶ نفر از ۵۱ عضو کمیته مرکزی اعدام شدند. چویبالسان با پیروی از الگوی روسی، گولاگ‌هایی را در حومه شهر برای زندانی کردن مخالفان گشود. در حالی که NKVD با اجرای محاکمه‌های نمایشی و اجرای اعدام‌ها، به‌طور مؤثری پاکسازی را مدیریت کرد، یک چویبالسان اغلب مست در هنگام شکنجه و بازجویی از ضدانقلابیون مظنون، از جمله دوستان و رفقای قدیمی، گاهی حضور داشت. دستورات اعدام NKVD با مهر لاستیک چویبالسان و گاهی اوقات شخصاً اعدام‌ها را هدایت می‌کرد. او همچنین اسامی دشمنان سیاسی را صرفاً برای تسویه حساب‌های قدیمی به لیست‌های دستگیری NKVD اضافه کرد.

#### اتمام وحشت بزرگ
چویبالسان که از استرس غرق شده بود، شش ماه (اوت ۱۹۳۸ - ژانویه ۱۹۳۹) را صرف بهبودی و مشاوره با وروشیلف، یژوف و استالین در مسکو و سوچی کرد بالسان وقتی به مغولستان بازگشت، دستورات شوروی را دنبال کرد و نخست‌وزیر بسیار محبوب عمار را پاکسازی کرد. چویبالسان ادعا کرد که "به توطئه‌گران ضد دولتی کمک کرده، با دستگیری آنها مخالفت کرده و از دفاع از مرزها غفلت کرده‌است. او به کشور خود خیانت کرده و خائن به انقلاب بوده‌است." ۷ مارس ۱۹۳۹ و به اتحاد جماهیر شوروی فرستاده شد، جایی که بعداً توسط تروئیکای شوروی محاکمه و اعدام شد. با برکناری عمار، چویبالسان به رهبر بی‌رقیب مغولستان تبدیل شد و همزمان نخست‌وزیر، وزیر امور داخلی، وزیر جنگ و فرمانده کل نیروهای مسلح مغولستان بود. چویبالسان که در موقعیت خود مطمئن بود، در آوریل ۱۹۳۹ ترور را پایان داد و اعلام کرد که در زمانی که او در اتحاد جماهیر شوروی نبود، عملیات تصفیه بیش از حد توسط مقامات حزب غیرتمند انجام شده بود، اما او بر دستگیری جنایتکاران واقعی نظارت داشت. مقصر رسمی پاکسازی‌ها بر عهده معاون وزیر امور داخلی ناسانتوگتو و سرپرست شوروی سابق او کیچیکوف بود. بعداً سایر دژخیمان پاکسازی از جمله لووسان شراو، بایاسگلان، دشتسوگ و لووسندورج دستگیر و اعدام شدند. داگسوم و لوسول، آخرین دو عضو زنده (علاوه بر خود چویبالسان) از هفت عضو اصلی بنیانگذار MPRP نیز دستگیر شدند. دوگسوم در سال ۱۹۴۱ اعدام شد. لوسول قبل از محاکمه شدن پرونده اش در زندان شوروی درگذشت.

قربانیان برجسته پاکسازی چویبالسان عبارتند از (از بالا). نخست وزیران پلژیدین جندن و آناندین آمار، و دو نفر از اعضای موسس MPRP دوگسوم و لوسول
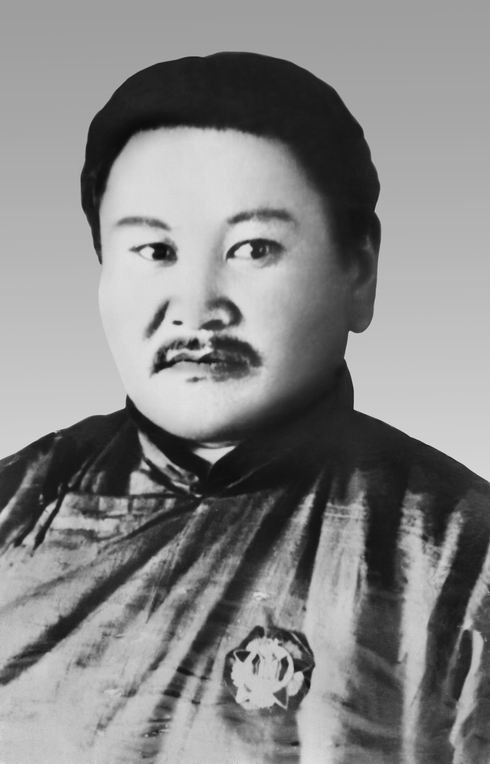
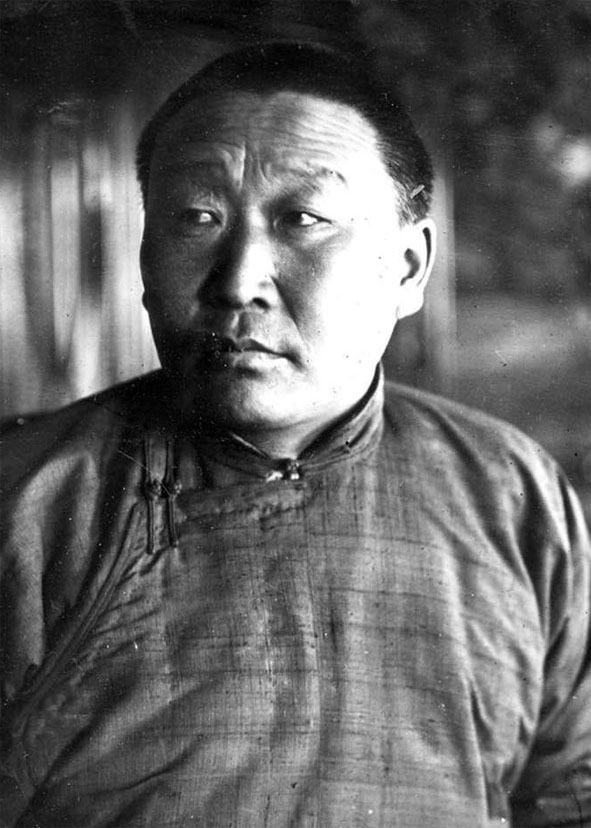
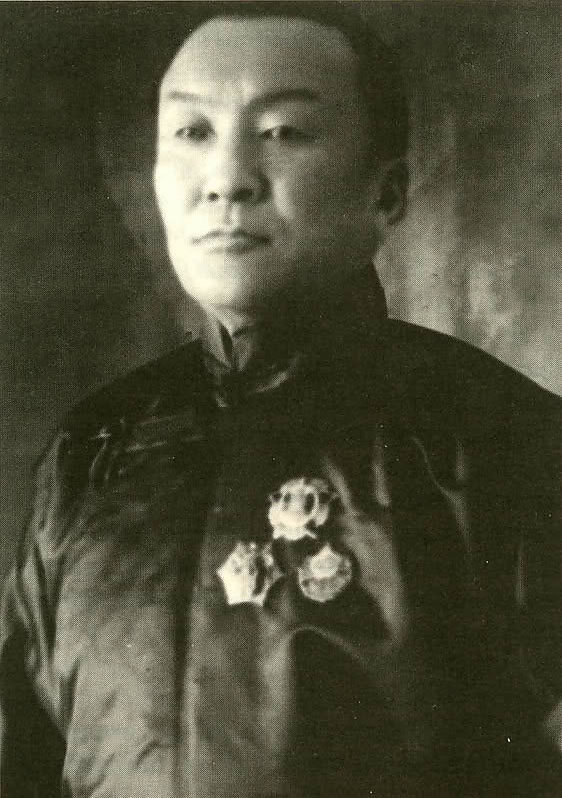
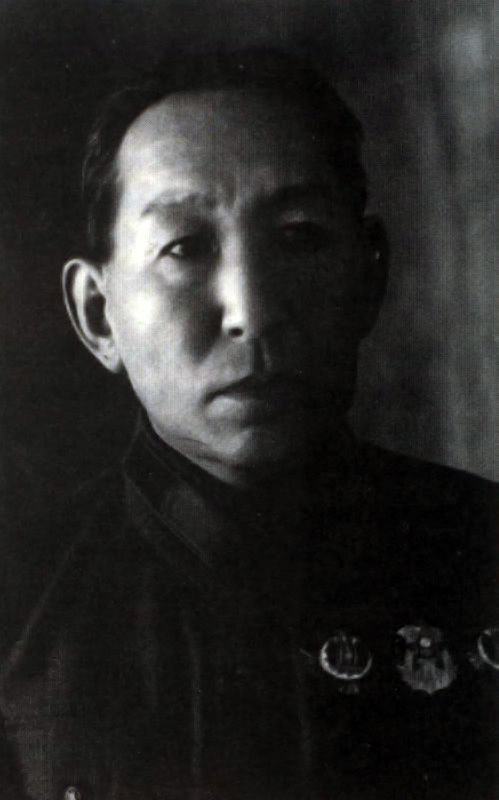

## مرگ

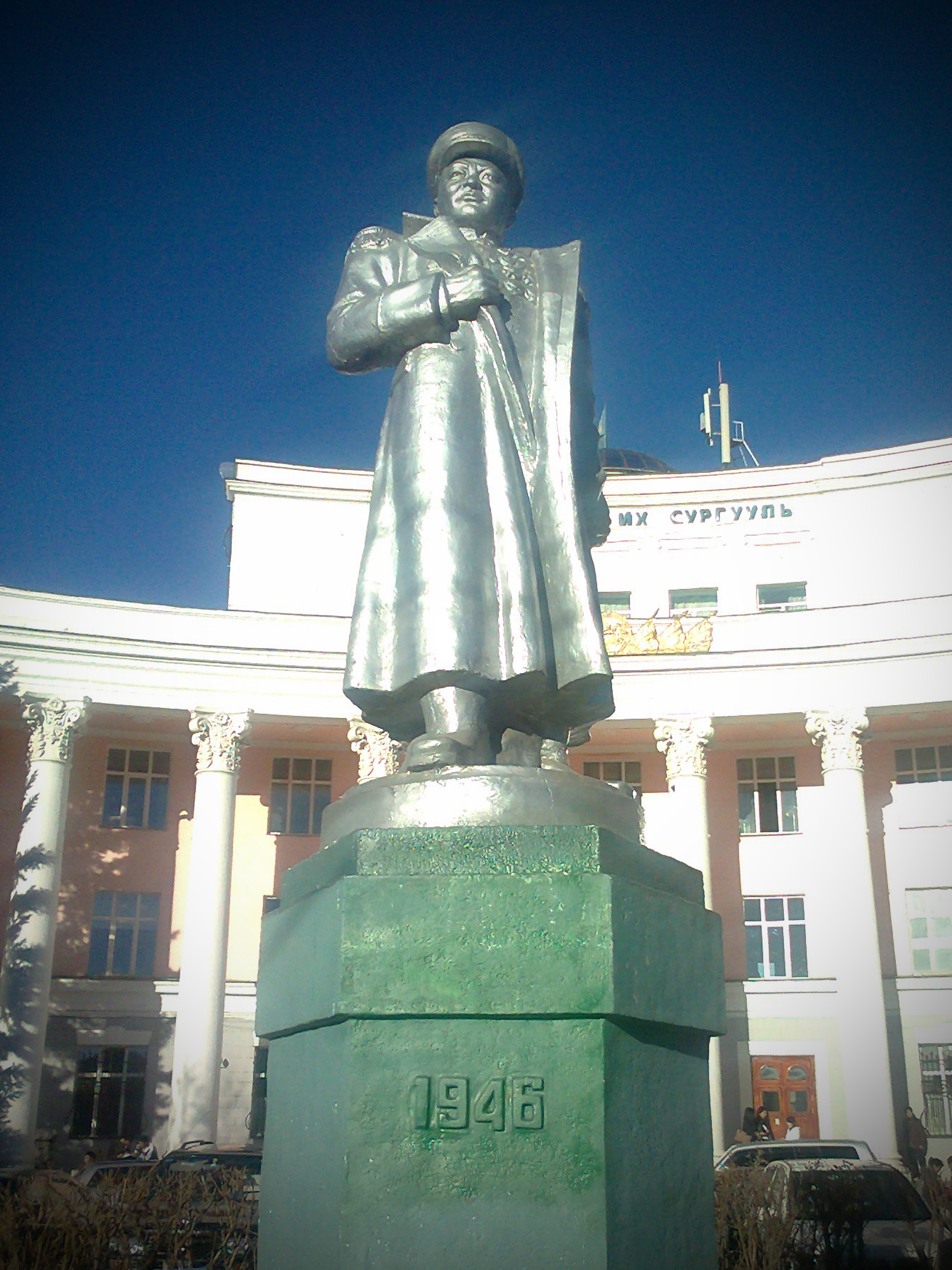
مجسمه چویبالسان در مقابل دانشگاه ملی در اولان‌باتور

در اواخر سال ۱۹۵۱ چویبالسان برای درمان سرطان کلیه به مسکو سفر کرد. او در ۲۶ ژانویه ۱۹۵۲ در آنجا درگذشت. جسد چویبالسان با افتخارات کامل نظامی به مغولستان بازگردانده شد و در قبرستان آلتان اولگی در اولان‌باتور به خاک سپرده شد. در ژوئیه ۱۹۵۴ جسد او به آرامگاه تازه ساخته شده برای سوخباتور در مقابل خانه دولتی در ضلع شمالی میدان سوخباتور منتقل شد، جایی که این دو فرد پس از انقلاب دموکراتیک ۱۹۹۰ در مغولستان در آنجا بودند. اما مقبره در سال ۲۰۰۵ تخریب شد و اجساد هر دو حاکم تحت نظارت روحانیون بودایی سوزانده شد و خاکستر دوباره در قبرستان آلتان اولگی دفن شد.